# Clemens Pick

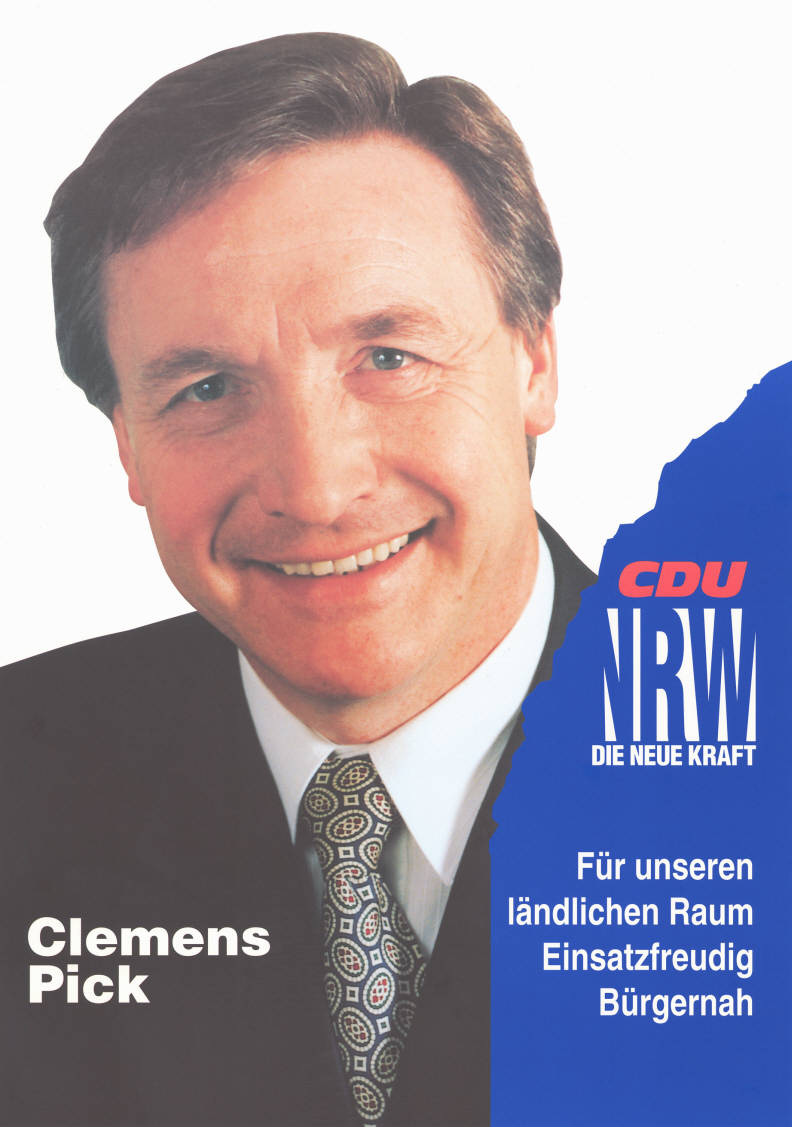
Kandidatenplakat zur Landtagswahl in Nordrhein-Westfalen 1995

Clemens Pick (* 2. Juli 1947 in Marmagen) ist ein deutscher Politiker (CDU). Er war von 1995 bis 2010 Abgeordneter des Landtags von Nordrhein-Westfalen.

## Leben
Pick machte 1962 seinen Hauptschulabschluss und im Anschluss bis 1965 eine Bäckerlehre. Von 1965 bis 1967 absolvierte er zusätzlich eine Konditorlehre und bestand 1970 die Meisterprüfung als Bäcker. Von 1970 bis 1974 war er als Betriebsleiter tätig. Danach absolvierte er von 1974 bis 1976 ein Studium an der Wirtschaftsakademie und wurde danach 1976 Wirtschaftsorganisator. Seit 1977 war er Referent und von 1992 bis Mai 2005 Referatsleiter des Kolpingwerks Deutschland.

## Politik
Pick ist seit 1965 Mitglied der CDU. Von 1973 bis 1977 war er Kreisvorsitzender der Jungen Union in Euskirchen und von 1976 bis 1978 Bezirksvorsitzender der Jungen Union in Aachen. Später war er Kreisvorsitzender der CDU im Kreis Euskirchen. Pick war außerdem ab 1974 Mitglied im Rat der Gemeinde Nettersheim, wo er von 1979 bis 1999 Vorsitzender der CDU-Fraktion war. Von Oktober 1999 bis November 2009 war er Mitglied des Kreistages von Euskirchen. Vom 1. Juni 1995 bis zum 8. Juni 2010 war er Abgeordneter des Landtags von Nordrhein-Westfalen (Landtagswahlkreis Euskirchen I), wo er als ordentliches Mitglied dem Ausschuss für Umwelt und Naturschutz, Landwirtschaft und Verbraucherschutz angehörte. Am 23. Januar 2009 wurde Clemens Pick zum Landratskandidaten der CDU im Kreis Euskirchen gewählt, trat aber am 12. Mai des gleichen Jahres von dieser Kandidatur zurück.

## Sonstiges
Von 2001 bis 2006 war Pick stellvertretender Vorsitzender und Schatzmeister der Bundesarbeitsgemeinschaft der Seniorenorganisationen (BAGSO).